# Ronde van Kumano
De Ronde van Kumano is een meerdaagse wielerwedstrijd die in 1999 voor het eerst werd verreden in en rond de Japanse stad Kumano in de prefectuur Mie. Van 1999-2007 was het een (amateur)koers op de nationale kalender. Vanaf 2008 maakt ze deel uit van de UCI Asia Tour en heeft daarbij een 2.2-classificatie. 
Van 1999-2008 werd de wedstrijd over drie dagen verreden, uitgezonderd 2001 toen over vier dagen beginnend met een proloog. Ook van 2009-2019 werd er over vier dagen gekoerst en begonnen deze edities met een proloog. Na de twee jaren onderbreking vanwege de coronapandemie werden de edities van 2022 en 2024 over drie dagen gehouden, die van 2023 over twee dagen en de editie van 2025 over vier dagen.
De eerste winnaar van de koers was de Japanner Hidenori Nodara. De Italiaan Fortunato Baliani en de Japanner Atsushi Oka wonnen de koers tweemaal.

## Lijst van winnaars

### Meervoudige winnaars
| Overwinningen | Renner            | Jaren      |
| ------------- | ----------------- | ---------- |
| 2             | Fortunato Baliani | 2011, 2012 |
| 2             | Atsushi Oka       | 2023, 2024 |

### Overwinningen per land
| Overwinningen | Land                                                           |
| ------------- | -------------------------------------------------------------- |
| 8             | Japan                                                          |
| 4             | Spanje                                                         |
| 2             | Italië, Kazachstan                                             |
| 1             | Australië, Colombia, Nederland, Venezuela, Verenigd Koninkrijk |